# ماري لامبرت
ماري لامبرت (بالإنجليزية: Mary Lambert)‏ (و. 1951  م) هي مخرجة أفلام، وكاتبة سيناريو أمريكية.
عملت مع موسيقيين مشهورين، ومنهم مادونا وجانيت جاكسون ودوللي بارتون وديبي هاري والمزيد لقد أخرج لامبرت العشرات من أفلام الرعب بما في ذلك.

## التعليم
تعلمت في كلية رود أيلاند للتصميم.

## السيرة الشخصية
ولدت ماري لامبرت في هيلين، أركنساس الولايات المتحدة. اختها بلانش لينكولن، وفي وقت لاحق من حياتها المهنية، اخرجت لامبرت العديد من مقاطع الفيديو.

## وصلات خارجية
- ماري لامبرت على موقع IMDb (الإنجليزية)
- ماري لامبرت على موقع ألو سيني (الفرنسية)
- ماري لامبرت على موقع ميوزك برينز (الإنجليزية)
- ماري لامبرت على موقع أول موفي (الإنجليزية)
- ماري لامبرت على موقع بوكس أوفيس موجو (الإنجليزية)
- ماري لامبرت على موقع قاعدة بيانات الأفلام السويدية (السويدية)
- ماري لامبرت على موقع قاعدة بيانات الفيلم (الإنجليزية)
- ماري لامبرت على موقع كينوبويسك (الروسية)